# Rogeli Rigau i Poch
Rogeli Rigau i Poch (Torroella de Montgrí, 1880 - Tampa, Estats Units d'Amèrica, 3 de febrer de 1941) es formà en una família de músics: el seu pare, Joan Rigau i Trill, i els seus germans, Marta i Pere Rigau foren també instrumentistes. No es troben gaires referències de la biografia d'aquest autor. L'any 1895 va entrar a formar part de la Cobla-orquestra Montgrins. La temporada 1901-1902 va tocar amb l'Orquestra Planas, de Martorell (pàgina 2 de La Veu de Catalunya, de 7 d'Abril de 1901), retornant a l'any 1902 als Montgrins, on no va acabar la temporada, ja que va entrar com a violinista l'Orquestra Simfònica del Gran Teatre del Liceu de Barcelona (pàgina 3 de La Publicidad, de 31 d'Octubre de 1903), i a l'Orquestra Unió Filharmònica', una de les vàries orquestres que es formaven a Barcelona quan acabava la temporada del Gran Teatre del Liceu, per fer actuacions per tot Catalunya.

Se sap que tocà sis anys al Liceu i que, posteriorment, es traslladà a Cuba, contractat per tocar a l'Havana. Lluís Albert deixà algunes notícies relatives a la seva figura en el seu llibre sobre el centenari dels Montgrins:
| « | Un dels primers membres dels Montgrins [el 1885] va ser Rogeli Rigau, germà del director. Tocava el violí a l'orquestra i el trombó a la cobla. A principis de segle va marxar a tocar a Barcelona, on va conèixer una cantant lírica [Isabel Marquet] amb la qual després es va casar. L'any 1908 va marxar cap a Tampa (Florida). Nota: aquest any que se cita, 1885, no pot estar bé, ja que Rogeli Rigau havia nascut l'any 1880. La primera foto coneguda dels Montgrins on hi surt Rogeli Rigau és de 1895. | » |

Gràcies a un retall de premsa provinent de Tampa de l'any 1922, conservat a l'arxiu privat de la família Forcada de Torroella de Montgrí, podem assegurar que el seu èxit fou considerablement important per la zona. Era reconegut i respectat, ja que va promoure la fundació del Conservatori Granados de la mateixa ciutat, i també per la consideració i el reconeixement que rebé tant per la seva obra compositiva com per la seva tasca de professor i violoncel·lista. El 1918 fou compositor d'una cançó patriòtica,  Over Here., amb lletra de Jack A. Gunn. Altres obres seves foren el pasdoble Alma Bohemia, el vals-gavota Ensueños (1918, per a piano) i, amb Joaquín del Río, l'himne del "Círculo Pro Arte Hispano" (1934).
Amb la seva esposa, la cantant lírica Isabel Marquet i Sala amb qui s'havia casat l'any 1921, tingué dos fills: Abel (15 de juliol de 1922 - 28 de novembre de 1982) i Martha (29 de desembre de 1924 - 14 d'agost de 2015).